# 人格否定発言
人格否定発言（じんかくひていはつげん）とは、2004年（平成16年）5月10日、皇太子徳仁親王（当時。2019年5月1日より天皇）が、欧州歴訪前の記者会見において、皇太子妃雅子（当時。2019年5月1日より皇后）に関して述べた発言。 皇太子徳仁親王の御称号から浩宮の乱（ひろのみやのらん）とも呼ばれる。

## 概説
徳仁親王が欧州歴訪前の記者会見で「それまでの雅子のキャリアや、そのことに基づいた雅子の人格を否定するような動きがあったことも事実です」と発言した。当時、外務省出身で国際派と見られていた雅子妃と保守的な宮内庁の間に軋轢があることを示唆する発言が徳仁親王本人の口からなされたことは、日本政府や国民に対して大きな衝撃を与え、内外のメディアでもセンセーショナルに取り上げられた。
2004年当時は皇室全体として皇族男子が40年近く誕生していないことや、皇族男子が誕生していなかったために皇太子家自身にも皇位継承者誕生のプレッシャーがかかり、皇太子妃の海外訪問が制限されていたことなどがクローズアップされた。この発言を機に皇室のあり方について国民的議論が巻き起こった。

## 経緯
- 2004年5月10日 - 王室の結婚式参列などでの欧州3か国歴訪を前にした皇太子徳仁親王の記者会見における発言[4]
  - 静養のため同行しない皇太子妃雅子に関して
    - 「今回の訪問が雅子にとっても貴重な機会だったのですが、それが失われ残念に思います。私も出発に際し、後ろ髪を引かれる思いです」
    - 「ぜひ2人でと考えておりましたが、健康回復が十分でなく、医師とも相談したうえで単独となりました。雅子も心底残念に思っています」

  - 結婚後の皇太子妃雅子の心情に関して
    - 「外交官の仕事を断念して皇室に入り、国際親善が皇太子妃の大切な役目と思いながらも、外国訪問がなかなか許されなかったことに大変苦労していました。雅子のキャリアや、そのことに基づいた雅子の人格を否定するような動きがあったことも事実です」

  - キャリアや人格を否定する動きの詳細に関して
    - 「細かいことは控えたい。なかなか外国訪問ができなかったことを、雅子も私もとても悩んだということをお伝えしようと思います。」
- 2004年5月18日 - 羽毛田信吾宮内庁次長の定例会見
  - 侍従長を通じての天皇の意見
    - 「社会的影響の大きい発言で、改めて（皇太子から）具体的内容が説明されなければ、国民も心配しているだろう」
- 2004年6月8日 - 湯浅利夫宮内庁長官の定例会見を通じて皇太子徳仁親王が人格否定発言に関する文書を発表
  - キャリアや人格を否定する動きの詳細に関する補足説明
    - 「対象を特定して公表することが有益とは思いませんし、今ここで細かいことを言うことは差し控えたいと思います」
    - 「個々の動きを批判するつもりはなく、現状について皆さんにわかっていただきたいと思ってしたものです」

  - 皇太子夫妻がこれまで直面してきた状況に関する説明
    - 「記者会見以降、これまで外国訪問ができない状態が続いていたことや、いわゆるお世継ぎ問題について過度に注目が集まっているように感じます。しかし、もちろんそれだけではなく、伝統やしきたり、プレスへの対応等々、皇室の環境に適応しようとしてきた過程でも、大変な努力が必要でした。」

  - 今後の皇太子夫妻に関する説明
    - 「私は、これから雅子には、本来の自信と、生き生きとした活力を持って、その経歴を十分に生かし、新しい時代を反映した活動を行ってほしいと思っていますし、そのような環境づくりが一番大切と考えています。」
    - 「今後、雅子本人も気力と体力を充実させ、本来の元気な自分を取り戻した上で、公務へ復帰することを心から希望しているということです。雅子の復帰のためには、いろいろな工夫や方策も必要と考えますし、公務のあり方も含めて宮内庁ともよく話し合っていきたいと思っています。（中略）雅子が早く健康を回復し、復帰できるよう、私自身も全力で支えていくつもりです。」

  - 発言後の国内への影響に関する説明
    - 「結果として、天皇皇后両陛下はじめ、ご心配をおかけしてしまったことについては心が痛みます。」
- 2004年11月29日 - 秋篠宮文仁親王の記者会見
  - 皇太子の人格否定発言に関する意見
    - 「記者会見という場で発言する前に、せめて陛下と内容について話をして、そのうえでの話であるべきではなかったかと思っております」

  - 時代に即した新しい公務に関する意見
    - 「私個人としては自分のための公務はつくらない。公務は、かなり受け身的なものと考えています」
    - 「依頼を受けて、意義のあることであればその務めをする。私自身はそう考えて今までずっと来ています」
- 2004年12月23日 - 宮内記者会の質問に対する天皇の文書を発表
  - 皇太子の発言に関する意見
    - 「初めて聞く内容で大変驚き、『動き』という重い言葉を伴った発言であったため国民への説明を求めました」
    - 「皇太子夫妻の独立性を重んじてきたことが、様々な問題に気が付くことのできない要因を作っていたのだとすれば大変残念です。」
    - 「まだ私に十分に理解しきれぬところがあり、細かい言及は控えたいと思います。」
- 2005年2月23日 - 皇太子徳仁親王の記者会見
  - 天皇や秋篠宮文仁親王の発言に関する意見
    - 「人それぞれに考え方は異なりますし、また、どこの家庭でも同じように、世代間に考え方の相違はあると思います。しかし、そういったことは話し合いを続けることによって、おのずと理解が深まるものと考えます。公務については後でもお話しすることになるかと思いますが、国民の幸せを願って、国民のために何ができるかを考え、それを実践していこうとすることにおいては、陛下のお考えも、秋篠宮の考えも、私の考えも同じだと思います」

  - 皇位継承問題に関する意見
    - 「私としては、お世継ぎ問題も含めて、コメントは差し控えさせていただきます」

  - 皇位継承問題論議に伴う敬宮愛子内親王の養育方針に関する意見
    - 「愛子の養育方針ですが、愛子にはどのような立場に将来なるにせよ、一人の人間として立派に育ってほしいと願っております」